# Castelnau-de-Brassac
Castelnau-de-Brassac korábbi község Franciaország Okcitánia régiójában, Tarn megyében. Lakosainak száma 733 fő (2018. január 1.). Castelnau-de-Brassac Anglès községgel határos.
2016. január 1-jén Ferrières és Le Margnès korábbi községgel egyesült és az így létrejött Fontrieu új község része lett.

## Népesség
A település népességének változása:
| Lakosok száma | 1169 | 1059 | 925  | 805  | 803  | 779  | 752  | 967  | 739  | 733  |
|               | 1962 | 1968 | 1975 | 1990 | 1999 | 2008 | 2013 | 2016 | 2017 | 2018 |